# Комишівка (селище)
Комиші́вка — селище Новогродівської міської громади Покровського району Донецької області, Україна.

## Географія
Відстань до міста Селидове становить близько 18 км.
До селища проходить автошлях місцевого значення С050967 від М04 — Комишівка (12,1 км).
Кадастрова територія Комишівки є анклавом Покровського району.

## Населення

### Мова
Розподіл населення за рідною мовою за даними перепису 2001 року:
| Мова            | Кількість | Відсоток |
| --------------- | --------- | -------- |
| російська       | 422       | 75.36%   |
| українська      | 132       | 23.56%   |
| білоруська      | 3         | 0.54%    |
| інші/не вказали | 3         | 0.54%    |
| Усього          | 560       | 100%     |

За даними перепису 2001 року населення селища становило 560 осіб, із них 23,57 % зазначили рідною мову українську, 75,36 % — російську та 0,54 % — білоруську мову.
Динаміка зміни населення Комишівки за роками:

## Персоналії
- Ополонек Єзекіїль Іванович (Катеринославська губ., Бахмутський пов., с. Комишівка — осінь 1919, Подільська губ., м. Проскурів, 8-й польовий запасовий шпиталь) — хорунжий, командир 7-ї сотні 8-го пішого Чорноморського залізного козацького полку Армії УНР.